# Undaan Lor (Karanganyar)
Undaan Lor is een bestuurslaag in het regentschap Demak van de provincie Midden-Java, Indonesië. Undaan Lor telt 1889 inwoners (volkstelling 2010).